# 창녕 신흥사 자치통감
창녕 신흥사 자치통감(昌寧 新興寺 資治通鑑)은 대한민국 경상남도 창원시 창녕읍, 창녕박물관에 있는 책이다. 2015년 1월 15일 경상남도의 유형문화재 제565호로 지정되었다.

## 지정 사유
자치통감은 북송(北宋)의 사마광(司馬光, 1019-1086)이 편찬한 편년체의 중국 통사로, 조선시대 세종의 명으로 윤회, 권제 등이 교정하고 주석을 덧붙이거나 빼서 세종연간에 주조된 갑인자(1434)로 자치통감을 간행한 초주갑인자본(1436) 중 ‘44~47권’ 1책으로 서지학적인 가치가 크다.

## 같이 보기
- 자치통감
- 북송
- 사마광

## 참고 자료
- 창녕 신흥사 자치통감 - 국가유산청 국가유산포털